# مونتگمری وارد
مونتگمری وارد (انگلیسی: Montgomery Ward) شرکت خرده‌فروشی آمریکایی است، که در سال ۱۸۷۲ تأسیس شد.